# مل مارتین
مل مارتین (انگلیسی: Mel Martin؛ زادهٔ مارس ۱۹۴۷ میلادی) بازیگر اهل بریتانیا است.
از فیلم‌ها یا مجموعه‌های تلویزیونی که وی در آن‌ها نقش داشته‌است، می‌توان به شکارچی سفید، قلب سیاه، ایست‌اندرز، پوآرو، قصه‌گو، ترفند، طرح‌ریزی، رویارویی، باغ نیمه‌شب تام و تلفات اشاره نمود.